# Kim Ki-taek
Kim Ki-taek (* 6. November 1957 in Anyang, Kyŏnggi-do) ist ein südkoreanischer Lyriker.

## Werk
In seiner Lyrik konzentriert sich Kim auf die physischen Eigenschaften des Menschen, insbesondere die Themen Körperlichkeit und Gewalt. Seine Texte beschreiben Angst und Zwang als grundlegende Bestandteile des menschlichen Körpers und gehen darauf ein, wie materielle und psychische Gewalt dort Spuren hinterlassen. Diese Spuren beschreibt er als Gewohnheiten, welche die eigene Selbstwahrnehmung mit Informationen versorgen. In seinen Gedichten untersucht er diesen Prozess. Aus diesem Grund wird er oft als ein 'Beobachter von mikroskopisch kleinen Details' bezeichnet.
In einer seiner Gedicht-Reihen – Ratte (쥐), Tiger (호랑이), Schlange (뱀), Ochse (소) – sind alle Gedichte durch ein gemeinsames Motiv miteinander verbunden und konzentrieren sich auf den Überlebensinstinkt: Die Anspannung, die aus Gewalt und Schmerz entspringt, die dem Überlebenskampf innewohnen, werden direkt und ohne Sentimentalität dargestellt. Die Logik des Überlebens, die Kims Poesie mit Farben versieht, ist durchdrungen von der Präsenz neuen Lebens. In dem Werdegang von Gewalt und Schmerz, der über Generationen in unseren Körper eingeätzt wurde, entdeckt der Dichter den flüchtigen Blick in eine wundersame neue Welt in all ihrer Reinheit, Unschuld und ihrem Mysterium. Diese neue Welt zwingt uns dazu, über Gewalt im Leben nachzudenken.
Einer seiner Kritiker sagte, dass Kim sowohl den Intellekt wie auch die Sensibilität besitze, die nötig sind, den Problemen in der gegenwärtigen Lyrik zu begegnen. Auch wenn seiner Poesie vielleicht eine gewisse lyrische Qualität fehle, so offenbare sie doch sowohl Tiefgründigkeit als auch Scharfsinnigkeit in seinen Beobachtungen, mit denen er die konventionellen Gedanken und Empfindungen durchdringt, die unsere Sicht trüben.

## Arbeiten

### Koreanisch

#### Gedichtsammlungen
- 태아의 잠 Schlaf des Embryos (1992)
- 바늘구멍 속의 폭풍 Sturm im Nadelöhr (1994)
- 사무원 Der Büroangestellte (1999) ISBN 89-364-2185-9
- 소 Ochse (2005) ISBN 89-320-1567-8
- 껌 Kaugummi (2009)
- 갈라진다 갈라진다 Splitter, splitter (2012)

#### Werke als Übersetzer
- The pied piper of Hamelin 하멜른의 피리 부는 사나이 (1995)
- The Mousehole cat 고양이 폭풍 (2003)
- Michael Rosen's sad book 내가 가장 슬플 때 (2004)
- Astro Bunnies 로켓을 타고 간 토끼 (2004)
- The Forest 숲 속에서 (2004)
- Hans im Glück 행복한 한스 (2004)
- Clever Cat 똑똑한 고양이 (2005)

### Übersetzungen

#### Spanisch
- El Chicle (껌), Bonobos (2013)

## Auszeichnungen
- 1995: 김수영문학상 (Kim Su-yŏng Literaturpreis)
- 2001: 현대문학상 (Preis für Zeitgenössische Literatur)
- 2004: 미당문학상 (Midang Literaturpreis)
- 2004: 이수문학상 (Isu Literaturpreis)
- 2006: 지훈문학상 (Chihun Literaturpreis)
- 2009: 경희문학상 (Kyŏnghŭi Literaturpreis)
- 2009: 상화시인상 (Sanghwa Preis für Nachwuchsautoren)
- 2013: 편운문학상 (P'yŏnun Literaturpreis)